# 신흥중학교 (인천)
신흥중학교(新興中學校)는 대한민국 인천광역시 중구 신흥동3가에 있는 공립 중학교이다.

## 학교 연혁
- 1982년 12월 22일 : 신흥중학교 설립 인가 (27학급)
- 1983년 2월 28일 : 교사 준공 (13개 교실, 창고 1)
- 1983년 3월 1일 : 초대 곽순명 교장 취임
- 1983년 9월 16일 : 개교기념식
- 1986년 2월 15일 : 제1회 졸업식
- 1993년 8월 18일 : 교사 증축 (2개 교실)
- 2005년 7월 16일 : 학교대수선공사 전면 시행
- 2005년 12월 27일 : 학교대수선공사 준공식
- 2006년 2월 25일 : 본관-후관 연결 통로 설치
- 2015년 3월 2일 : 행복배움학교 지정운영
- 2023년 9월 1일 : 제16대 고두한 교장 취임
- 2024년 1월 11일 : 제39회 졸업식(5학급 110명) 총 12,468명 졸업
- 2024년 3월 4일 : 신입생 6학급 139명 입학

## 참고 자료
- 신흥중학교 - 한국교육학술정보원 학교알리미